# سفارت ایتالیا در تهران
سفارت ایتالیا در تهران (به ایتالیایی: Ambasciata d'Italia Teheran)، سفارت رسمی دولت ایتالیا در کشور ایران است. این سفارت‌خانه مالک دو بنای تاریخی متعلق به سده ۱۹ میلادی در تهران است که براساس روایت‌های مختلف، به خانوادهٔ اشرافی فرمانفرما متعلق بوده‌اند و توسط وراث به دولت ایتالیا فروخته شدند.
سفارت ایتالیا در تهران به آدرس خیابان نوفل‌لوشاتو، پلاک ۶۸/۷۹، جنب سفارت فرانسه واقع شده است. همچنین باغ‌سفارت ایتالیا در تهران که متعلق به هیئت دیپلماتیک ایتالیا در ایران است، در منطقهٔ فرمانیه قرار دارد.